# Agraylea cretaria
Agraylea cretaria is een fossiele soort schietmot uit de familie Hydroptilidae.